# Jiří Sýkora (vícebojař)
Jiří Sýkora (* 20. ledna 1995 Třebíč) je někdejší český vícebojař, juniorský mistr světa v desetiboji z roku 2014. V roce 2017 získal Nejvyšší ocenění Kraje Vysočina – Dřevěnou medaili. Na MS 2022 v americkém Eugene překonal výkonem 54,39 m rekord šampionátu v hodu diskem v rámci soutěže desetibojařů.

## Sportovní kariéra

### Začátek kariéry
První roky života strávil ve Vladislavi a nyní bydlí v Ptáčově. K atletice ho přivedl trenér Pavel Svoboda, který ho objevil na Vánoční laťce pořádané základní školou Benešova, kde začínal s atletikou. Atletice se věnuje od svých 14 let.

### 2011
V první dorostenecké sezóně vyhrál mistrovství republiky v desetiboji výkonem 6973 a nominoval se na mistrovství světa dorostenců do 17 let v Lille. Zde závodil v osmiboji a výkonem 5823 skončil sedmý.

### 2012
V sezóně se nekonala žádná mezinárodní dorostenecká akce. Jiří Sýkora vyhrál znovu mistrovství republiky výkonem 6854. Osobní rekord si tak v této sezóně nezlepšil.

### 2013
V první juniorské sezóně zaznamenal velký výkonnostní růst a vyhrál mistrovství republiky v desetiboji výkonem 7521. Tento výkon byl navíc poznamenán chladným počasím a vypuštěným druhým dnem. Jiří Sýkora se výkonem přesto kvalifikoval na mistrovství Evropy juniorů v Rieti a zařadil se mezi favority na medaili. Před mistrovstvím Evropy vyhrál dokonce mistrovství republiky v dálce mužů výkonem 764. Stoupající formu zastavilo zranění způsobené při tréninku. Na mistrovství Evropy tak do soutěže desetibojařů nenastoupil. Zbytek sezóny závodil pouze ve vrhačských disciplínách.

### 2014
Velké zlepšení zaznamenal již v hale, kdy vyhrál mistrovství republiky v sedmiboji a výkonem 5838 překonal český rekord Jana Kudličky. Před mistrovstvím republiky navíc absolvoval první seniorský sedmiboj na mezistátním utkání v Anglii a zaznamenal výkon 5530.
V letní sezóně překonal na mistrovství republiky v Praze téměř o 300 bodů český juniorský rekord Tomáše Dvořáka výkon 8047 a s přehledem splnil limit na MS juniorů v Eugene. Před ním stačil absolvovat první seniorský desetiboj na Madeiře v rámci I. evropské ligy vícebojů. V závodě atakoval hranici 8000 a skončil výkonem 7927 na druhém místě. Zároveň splnil limit na seniorské mistrovství Evropy v Curychu.
16 dní po tomto výkonu zahájil desetiboj na mistrovství světa juniorů a hlavně díky povedenému druhému dnu a heroickému výkonu v závěrečném běhu na 1500m získal první mužskou juniorskou zlatou medaili pro ČR v nejlepším historickém výkonu v rámci juniorského desetiboje 8135 (absolutního juniorského světového rekordu 8397 dosáhl Němec Voss v rámci mužského desetiboje).
Na mistrovství Evropy v Curychu musel po třech disciplínách vzdát vinou zranění kotníku, které si přivodil v dálce.

### 2015
Sezóna pro něj nezačala dobře. Halový sedmiboj na mezistátním utkání v Nizozemsku nedokončil kvůli nemoci a ukončil halovou sezónu.

### 2016
I tato sezóna se nevyvíjela dobře. Nicméně na jaře při závodech v Götzisu se kvalifikoval na mistrovství evropy v Amsterdamu, to však nedokončil a na olympijských hrách v Rio de Janeiro skončil na 25. místě. Při skoku o tyči na olympijských hrách neskočil základní předepsanou výšku. Od září má nového trenéra, je jím Luděk Svoboda, do té doby trénoval pod patronací Pavla Svobody. Dále bude spolupracovat s trenéry Nikolajem Goroškovem, Tomášem Dvořákem a Josefem Šilhavým.

### 2021
V roce 2021 se účastnil soutěže ve víceboji na Kanárských ostrovech v Aroně, kde plánoval získat body pro kvalifikaci na olympijské hry v Tokiu. V Aroně si vylepšil osobní rekord na 8122 bodů a kvalifikoval se na Olympijské hry v Tokiu, tam získal 17. místo.

### 2022
Roku 2022 získal český halový titul v osobním rekordu 6020 bodů, zúčastnil se také mistrovství světa v atletice v americkém Eugene, kde získal 13. místo. Účastnil se také mistrovství Evropy v Mnichově, kde však soutěž nedokončil. Posléze se objevily vleklé zdravotní problémy.

### 2024
V květnu roku 2024 oznámil, že v 29 letech ukončuje kariéru v desetibojařských disciplínách a bude se dále věnovat jen disciplínám vrhačským.

## Úspěchy
| Datum            | Soutěž | Kategorie  | Místo          | Pořadí | Disciplína | Výkon |
| ---------------- | ------ | ---------- | -------------- | ------ | ---------- | ----- |
| 28. května 2010  | MČR    | St. žáci   | Stará Boleslav | 1.     | Devítiboj  | 5551  |
| 11. září 2010    | MČR    | St. žáci   | Praha          | 1.     | Dálka      | 644   |
| 27. května 2011  | MČR    | Dorostenci | Praha          | 1.     | Desetiboj  | 6973  |
| 18. června 2011  | MČR    | Dorostenci | Ostrava        | 1.     | Dálka      | 708   |
| 22. června 2012  | MČR    | Dorostenci | Praha          | 1.     | Dálka      | 712   |
| 7. července 2012 | MČR    | Dorostenci | Třinec         | 1.     | Desetiboj  | 6854  |
| 24. května 2013  | MČR    | Junioři    | Stará Boleslav | 1.     | Desetiboj  | 7521  |
| 15. června 2013  | MČR    | Muži       | Tábor          | 1.     | Dálka      | 764   |
| 24. května 2014  | MČR    | Junioři    | Praha          | 1.     | Desetiboj  | 8047  |
| 28. června 2014  | MČR    | Junioři    | Třinec         | 1.     | Dálka      | 750w  |

| Datum             | Soutěž                       | Kategorie  | Místo         | Pořadí | Disciplína | Výkon |
| ----------------- | ---------------------------- | ---------- | ------------- | ------ | ---------- | ----- |
| 6. července 2011  | Mistrovství světa do 17 let  | Dorostenci | Lille         | 7.     | Osmiboj    | 5823  |
| 23. července 2014 | Mistrovství světa juniorů    | Junioři    | Eugene        | 1.     | Desetiboj  | 8135  |
| 16. července 2017 | Mistrovství evropy do 22 let | Dospělí    | Bydhošť       | 1.     | Desetiboj  | 8084  |
| 6. července 2019  | Evropský pohár               | Dospělí    | Ribeira Brava | 1.     | Desetiboj  | 8104  |

## Statistiky
| Disciplína            | Výkon   | Místo     | Datum       |
| --------------------- | ------- | --------- | ----------- |
| Sedmiboj              | 6020    | Praha     | 13. 2. 2022 |
| Sedmiboj – juniorský  | 5838    | Praha     | 8. 2. 2014  |
| Desetiboj             | 8122    | Arona     | 13. 6. 2021 |
| Desetiboj – juniorský | 8135    | Eugene    | 23. 7. 2014 |
| 60 m                  | 6,99    | Praha     | 11. 2. 2017 |
| 100 m                 | 10,86   | Götzis    | 28. 5. 2016 |
| Dálka                 | 764     | Tábor     | 15. 6. 2013 |
| Koule 6 kg            | 15,89   | Praha     | 22. 2. 2014 |
| Koule 7,26 kg         | 15,46   | Praha     | 12. 2. 2022 |
| Výška                 | 205     | Hustopeče | 31. 1. 2014 |
| 400 m                 | 48,58   | Praha     | 4. 6. 2022  |
| 60 m př. (0,99 m)     | 8,13    | Praha     | 9. 2. 2014  |
| 60 m př. (106,7 cm)   | 7,92    | Praha     | 13. 2. 2022 |
| 110 m př. (0,99 m)    | 14,23   | Eugene    | 23. 7. 2014 |
| 110 m př. (106,7 cm)  | 14,12   | Plzeň     | 18 .5. 2019 |
| Disk 1,75 kg          | 51,34   | Opava     | 27. 9. 2014 |
| Disk 2 kg             | 54,39   | Eugene    | 24. 7. 2022 |
| Tyč                   | 510     | Praha     | 13. 2. 2022 |
| Oštěp                 | 66,91   | Arona     | 13. 6. 2021 |
| 1000 m                | 2:47,48 | Praha     | 10. 2. 2019 |
| 1500 m                | 4:36,47 | Götzis    | 29. 5. 2016 |